# Méthanie
 (octobre 2011).
Méthanie est le personnage d'une émission de télévision pour enfants, représenté par une flamme de gaz naturel, diffusée en France dans Récré A2 du 17 février 1982 au 18 juin 1986 sur Antenne 2 et au Québec à partir du 14 décembre 1986 sur TVJQ.
Elle est suivie de Méthanie Ville en quinze épisodes diffusée à partir du 27 février 1985 sur la même chaîne, ainsi que Les Amis de Méthanie avec des marionnettes à gaines, en quinze épisodes de 3 minutes diffusée en 1990 dans Oscar et Daphné.

## Synopsis
Cette émission se présentait sous deux formes : un dessin animé produit par Albert Champeaux, dessiné par Sarah Lichaa et animé par Alberto Ruiz, et une émission de marionnettes dans laquelle Méthanie avait trois amis : un rat, un chien et un autre animal indéterminé (taupe, hérisson, blaireau...). Sponsorisée par Gaz de France, Méthanie avait pour objectif de sensibiliser les enfants à l'utilisation et à la consommation du gaz naturel.

## Distribution
- Jackie Berger : Méthanie
- Jean Houbé : Narration
- Nathalie Homs : Narration / Méthanie (Méthanie Ville et Les Amis de Méthanie)
- Michel Elias : Les animaux rencontrés par Méthanie
- Vincent Ropion : Julien
- Pascal François : Le rat des champs (Les Amis de Méthanie)

## Épisodes

### Méthanie(1982)
1. La naissance de Méthanie
2. Méthanie et ses adorateurs
3. Méthanie fait ses débuts
4. Méthanie et le dauphin
5. Méthanie et les taupes
6. Méthanie prend le bateau
7. Méthanie attend l'hiver
8. Méthanie dans la ville
9. Méthanie donne des conseils
10. Méthanie fait des économies
11. Méthanie fait le tour du monde
12. Méthanie en France
13. Méthanie aime la nature
14. Super-Méthanie
15. Chantons avec Méthanie

### Méthanie Ville(1985)
1. L'apparition
2. Drôle de pilote
3. Voyage sous la terre
4. Les cousines
5. Tous à bord
6. Bonne idée
7. L'espion
8. Sous la prairie
9. Les bornes
10. L'inauguration
11. Le bon air
12. L'entretien
13. La distraction
14. Chaud et froid
15. La meilleure amie